# 大結局 (小說)
《大結局》（英語：The End）是雷蒙尼·史尼奇系列作品《波特萊爾大遇險》的第十三部小說，也是最後一部，於2006年10月13日出版。

## 情節簡介
波特萊爾三姊弟（紫兒、克勞斯和桑妮）與歐拉夫伯爵自從乘船逃離大結局旅館後遇上大風暴被漂流到一個島上。三姊弟遇到一位年輕女孩「星期五」，並在她介紹下見到其他島民，包括被島民奉為「導師」的以實馬利。三姊弟成為島民的一份子。
後來懷孕的凱特·史尼奇也遭遇海難被沖到島上，歐拉夫伯爵抓住這個機會假扮成凱特試圖蒙騙島民，以實馬利卻馬上識破歐拉夫伯爵還命令島民把他關起來。但波特萊爾三姊弟同時也因違反島上規定而被驅離。當晚在兩名計畫叛變的島民的勸說下，波特萊爾三姊弟進入島上的植物園發現一棵蘋果樹及一本記錄島上歷史的書，以實馬利向三姊弟坦承：波特萊爾父母在過往曾是島上的領導者，但終究被以實馬利推翻。
次日，島民之間的譁變已經開始。以實馬利試圖用魚叉槍殺掉歐拉夫伯爵卻無意中釋放致命病毒水母菌絲，導致島上的所有人都被感染。波特萊爾三姊弟在植物園內找到解藥——蘋果樹上的蘋果(含有辣根成分)。但在以實馬利鼓動下所有島民都乘船離島，無人相信三姊弟找到的解藥。而凱特·史尼奇也在此時即將分娩，波特萊爾三姊弟幫助她產下一名女嬰。
在歐拉夫伯爵與凱特·史尼奇相繼身亡後。波特萊爾三姊弟將女嬰命名為「貝雅麗采」，在島上生活一段時間；最終離開島回到陸地踏上未知的旅途。

## 改編作品
本作被改編為電視劇《波特萊爾的冒險》第三季的第七、八集。在該劇中，以實馬利被揭示為V.F.D.的創立者和普魯佛洛克預備學校的校長。電視劇的執行製片人巴里·索南菲爾德認為，《大結局》像是整部《波特萊爾大遇險》系列小說的尾聲。